# Invergarry Castle
Invergarry Castle ist eine Burgruine in der Nähe des Dorfes Invergarry am Loch Oich in der schottischen Council Area Highland. Die Burg war der Sitz des Clanchefs der MacDonnells of Glengarry, einem mächtigen Zweig des Clan MacDonald.
Die Lage der Burg am Creagan an Fhithich (engl.: Raven’s Rock) im Great Glen war in den Tagen der Clankriege strategisch günstig. Man weiß nicht, wann das erste Gebäude am Creagan an Fhithich errichtet wurde, aber es gab mindestens zwei Festungen vor der heutigen.

## Beschreibung
Das Tower House mit L-förmigem Grundriss hatte einen Rundturm an der Nordostecke. Das Hauptgebäude hatte fünf Stockwerke und der Turm sechs. Das Hauptgebäude bedeckt eine Grundfläche von 16,7 Metern × 9,7 Metern. Der Rittersaal im 1. Obergeschoss hatte eine Fläche von 13,4 Metern × 6,1 Metern. Der Haupteingang befand sich in der Nordfassade des Flügels. Durch Schießscharten kann dieser Eingang überwacht werden und unter dem Treppenhaus und in den Mauern des Turms befinden sich weitere Schießscharten.

## Geschichte
Nach den Raubzügen des Clan Mackenzie 1602, bei denen auch Strome Castle niedergebrannt wurde, befestigten die MacDonnells of Glengarry den Creagan an Fhithich. Es kam dabei ein imposantes, sechsstöckiges Tower House mit L-förmigem Grundriss heraus. Nach der Clantradition wurde die Burg aus Steinen gebaut, die in einer Kette von Clanmitgliedern vom Berg Ben Tee von Hand zu Hand weitergereicht worden waren.
1654, im Englischen Bürgerkrieg, brannten die Truppen von Oliver Cromwell die Burg nieder. Anschließend wurde sie wieder repariert und war ab 1688 in den Händen von König Jakob VII. von Schottland. 1692 ergab sich die Garnison den Regierungstruppen von König Wilhelm III. und Königin Maria II.
Beim Aufstand 1715 war sie in Händen der Jakobiten, wurde aber 1716 von Regierungstruppen eingenommen. Während des Aufstandes 1745 befand sie sich erneut in den Händen der Jakobiten. Bonnie Prince Charlie besuchte sie kurz nach dem Hissen der königlichen Standarte in Glenfinnan und soll auch 1746, nach seiner Niederlage in der Schlacht bei Culloden, dort gelagert haben. In der Folge dieser Schlacht wurde die Burg von Truppen unter der Führung des Duke of Cumberland als Teil einer systematischen Unterdrückung der Highlands geplündert und teilweise gesprengt. Aber die starken Mauern gaben nicht nach und sind bis heute als Zeugen ihrer Geschichte erhalten.
Das Anwesen von Glengarry wurde von Aeneas Ranaldson McDonnell of Glengarry, dem Sohn von Alexander Ranaldson McDonnell of Glengarry (1771–1828), verkauft, als dieser volljährig wurde. Er behielt aber Invergarry Castle, Invergarry House, den „Brunnen der Köpfe“ und den alten Clanfriedhof. Sie fielen an Aeneas’ Tochter und von ihr an die Familie Erskine Cuninghame of Balgowie and Corrie. Diese überantwortete sie 1960 dem National Trust for Scotland.
1960 wurde Invergarry House als Glengarry Castle Hotel eröffnet. Es steht über dem Loch Oich und die Ruine von Invergarry Castle ist eine zusätzliche Attraktion auf dem Gelände.
Invergarry Castle gilt als Scheduled Monument.

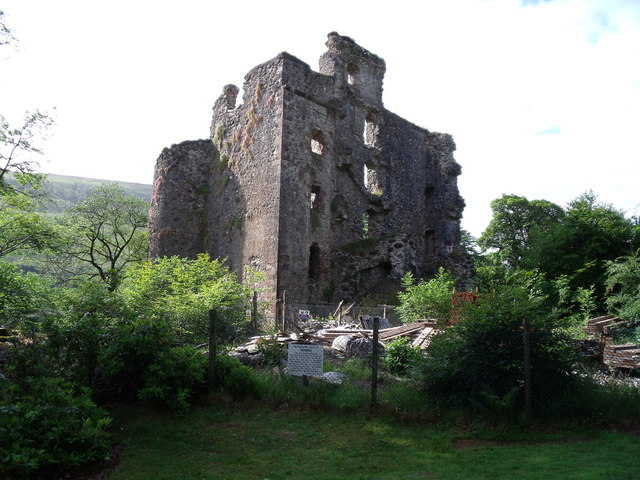
Invergarry Castle 2009, nach den Restaurierungs- und Stabilisierungsarbeiten
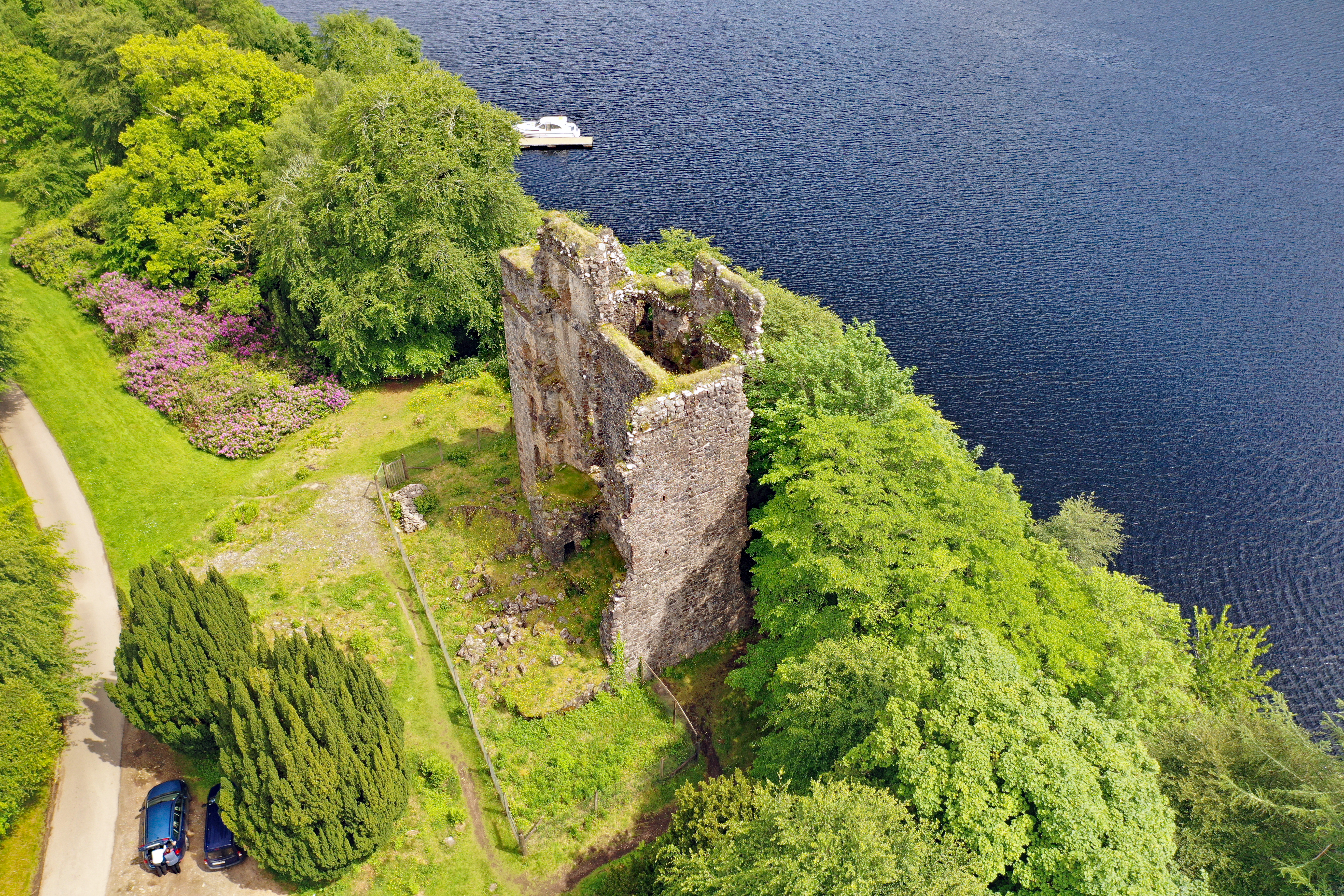
Luftbild 2019
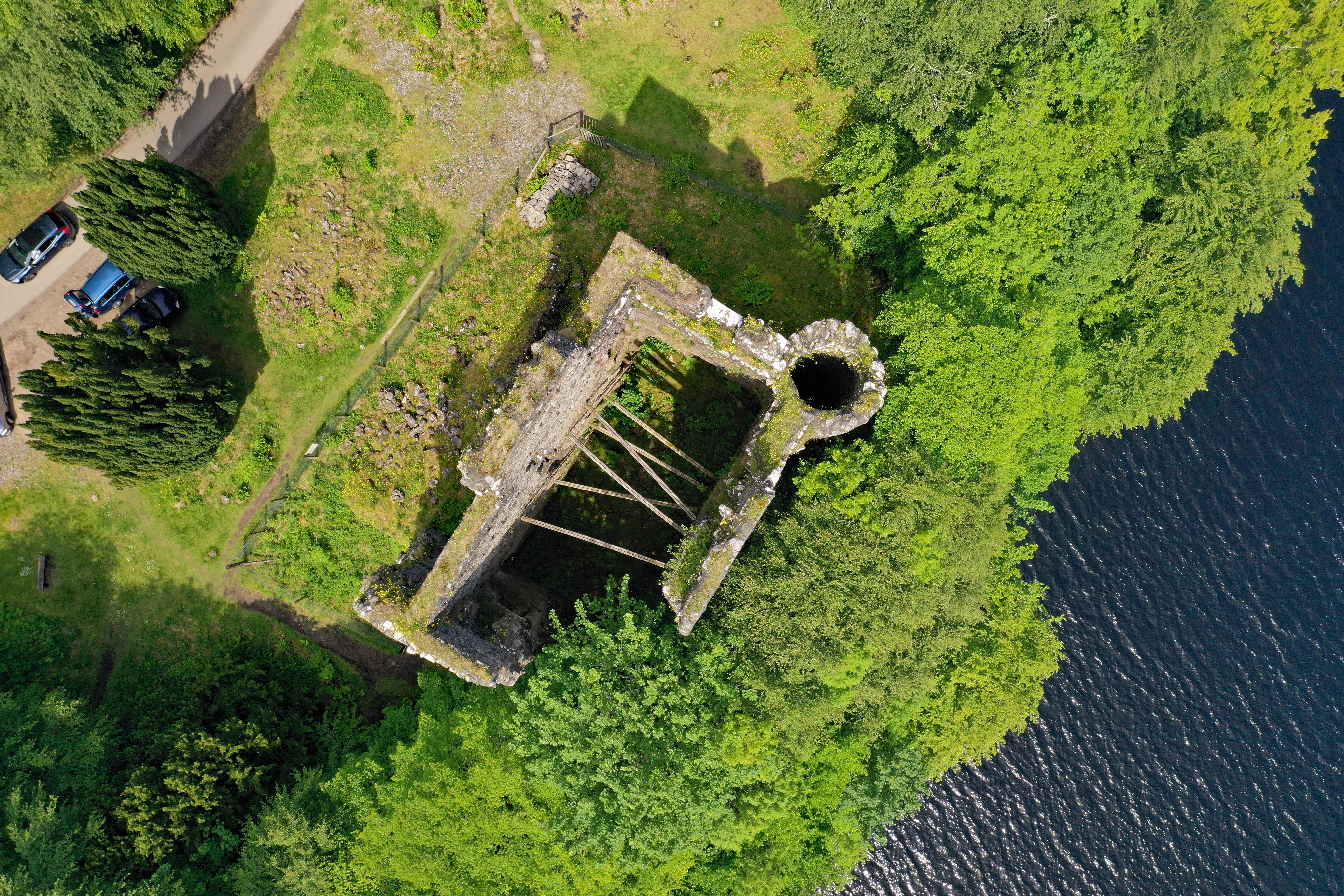
Draufsicht 2019